# Ahmad Rawy
Ahmad Saied Aly Rawy Mohamed, född 5 augusti 2000, är en egyptisk taekwondoutövare. 

## Karriär
I juni 2021 tog Rawy silver i 87 kg-klassen vid afrikanska mästerskapen i Dakar efter en finalförlust mot ivorianske Cheick Sallah Cissé. I juli 2022 tog han guld i 87 kg-klassen vid afrikanska mästerskapen i Kigali efter att ha besegrat Cheick Sallah Cissé i finalen. I november 2022 tävlade Rawy i 87 kg-klassen vid VM i Guadalajara, där han blev utslagen i åttondelsfinalen av makedonske Filip Dodevski.
I maj 2023 tävlade Rawy i 87 kg-klassen vid VM i Baku, där han blev utslagen i kvartsfinalen av sydkoreanske Kang Sang-hyun. I november 2023 tog Rawy silver i 87 kg-klassen vid afrikanska mästerskapen i Abidjan efter en finalförlust mot marockanske Soufiane Elasbi.
I mars 2024 tog Rawy guld i 87 kg-klassen vid afrikanska spelen i Accra efter att ha besegrat tunisiske Moataz Ifaoui i finalen. Han var även en del av Egyptens lag som tog silver i den mixade lagtävlingen.